# Леоганг
Леоганг (нем. Leogang) — коммуна (нем. Gemeinde) в Австрии, в федеральной земле Зальцбург.
Входит в состав округа Целль-ам-Зе. Площадь общины составляет 90,29 км², население — 3407 человек (1 января 2021), плотность населения — 37 чел./км². Официальный код — 5 06 09.

## История

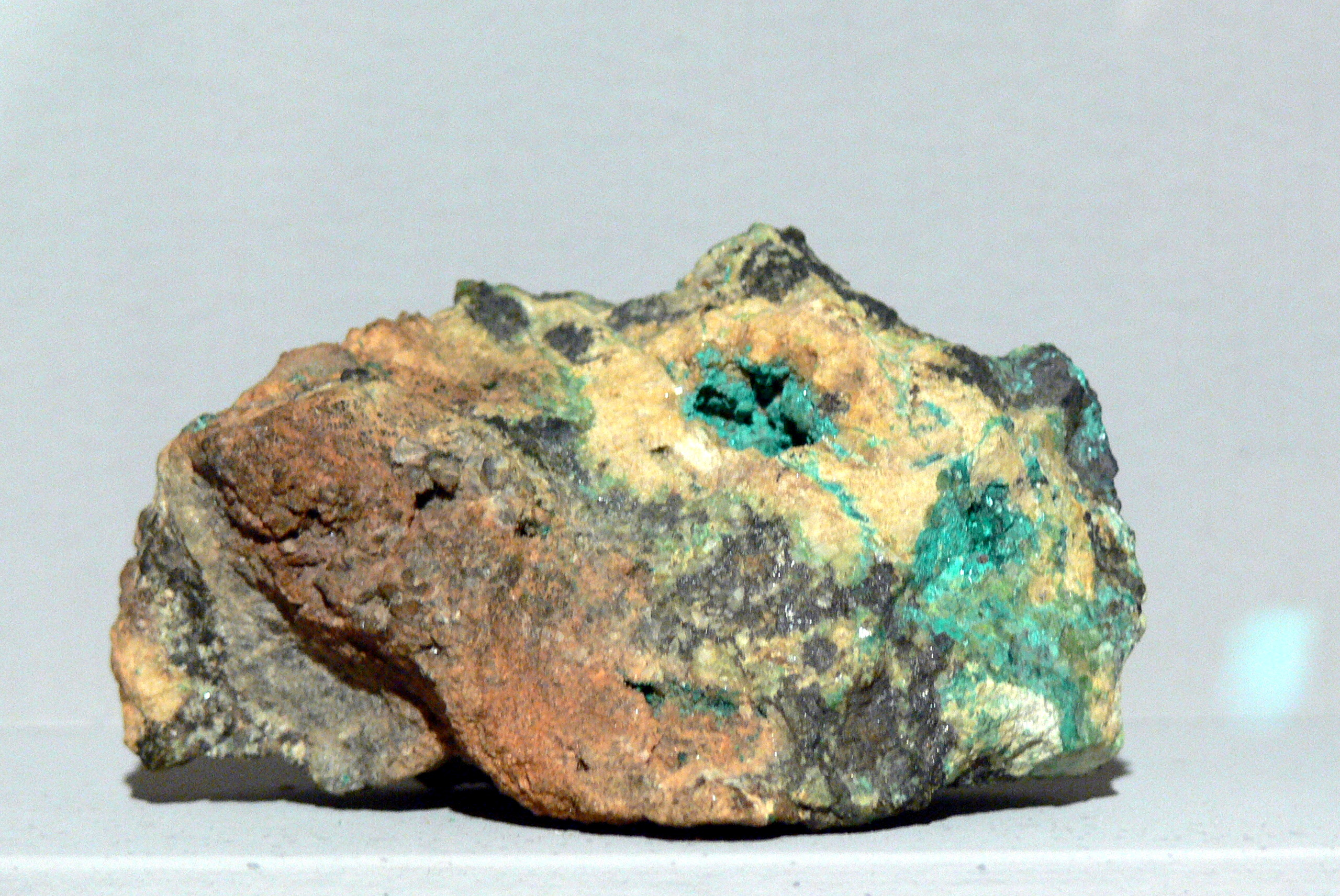
Леогангит

В исторических документах Леоганг упоминается с 1425 года. Регион известен горнодобывающим промыслом и занимал важное место в экономике Австрии.
В рудниках Леоганга добывали серебро, медь, кобальт, свинец, никель. Здесь в 1998 году был найден минерал леогангит (формула Cu10(AsO4)4(SO4)(OH)6•8H2O), получивший название по месту открытия.

## Демография
1 января 2016 года население коммуны составляло 3248 жителей.
| Год  | Численность |
| ---- | ----------- |
| 1869 | 1240        |
| 1889 | 1436        |
| 1890 | 1415        |
| 1900 | 1498        |
| 1910 | 1713        |
| 1923 | 1813        |
| 1934 | 1879        |
| 1939 | 1944        |
| 1951 | 2122        |
| 1961 | 2207        |
| 1971 | 2558        |
| 1981 | 2725        |
| 1991 | 3034        |
| 2001 | 3035        |
| 2011 | 3089        |
| 2021 | 3407        |

### Уроженцы Леоганга
- Штефан Гимпль — австрийский сноубордист, призёр чемпионата мира.
- Сильвия Эдер — австрийская горнолыжница, трёхкратная вице-чемпионка мира, старшая сестра Эльфи Эдер.
- Эльфи Эдер — австрийская горнолыжница, вице-чемпионка Олимпийских игр 1994 года, младшая сестра Сильвии Эдер.

## Политическая ситуация
Бургомистр коммуны по результатам выборов 2014 года — Йозеф Грисснер (АНП).
Совет представителей коммуны (нем. Gemeinderat) состоит из 19 мест.
- СДПА занимает 10 мест.
- АНП занимает 9 мест.

## Фотографии

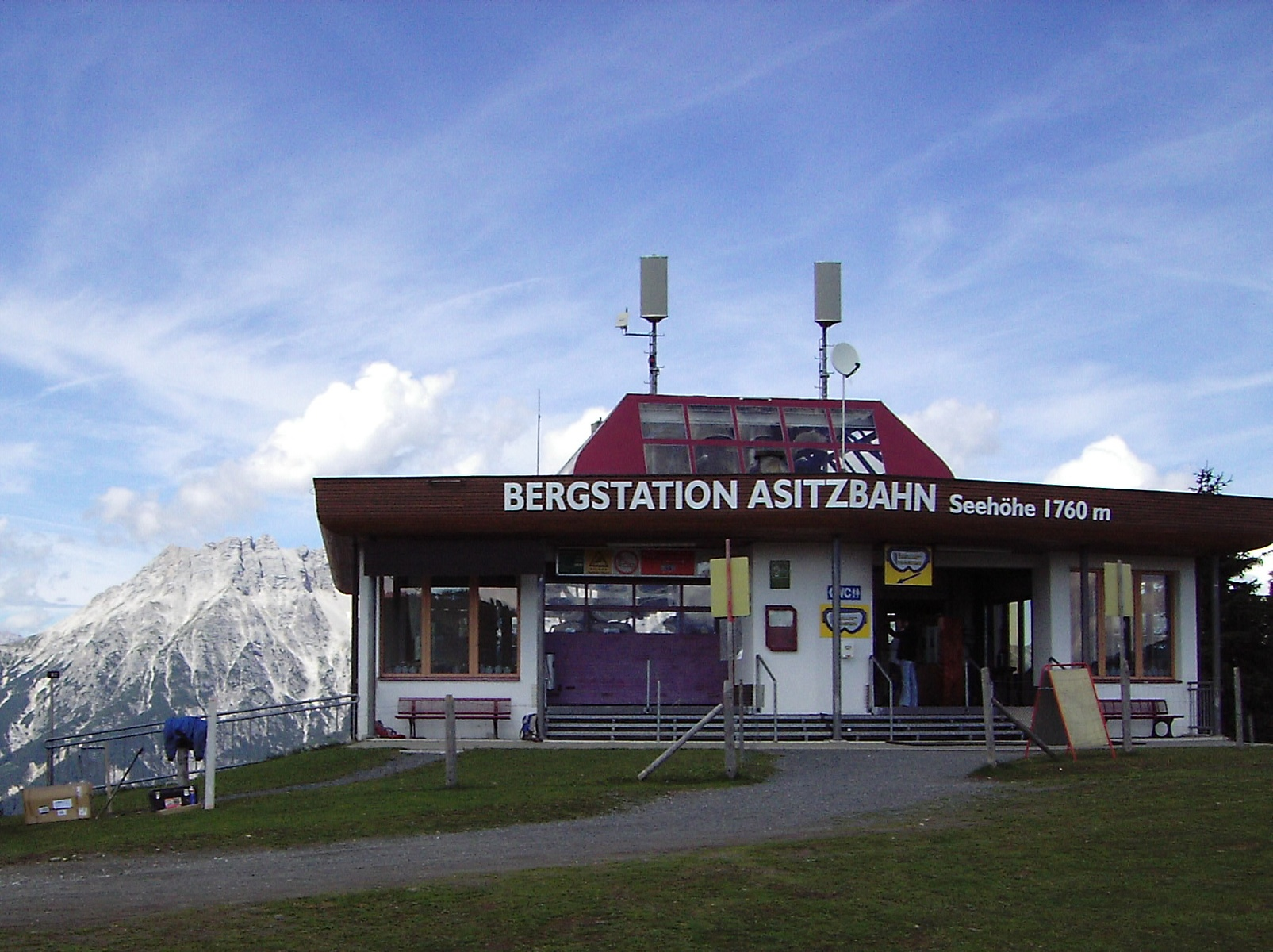
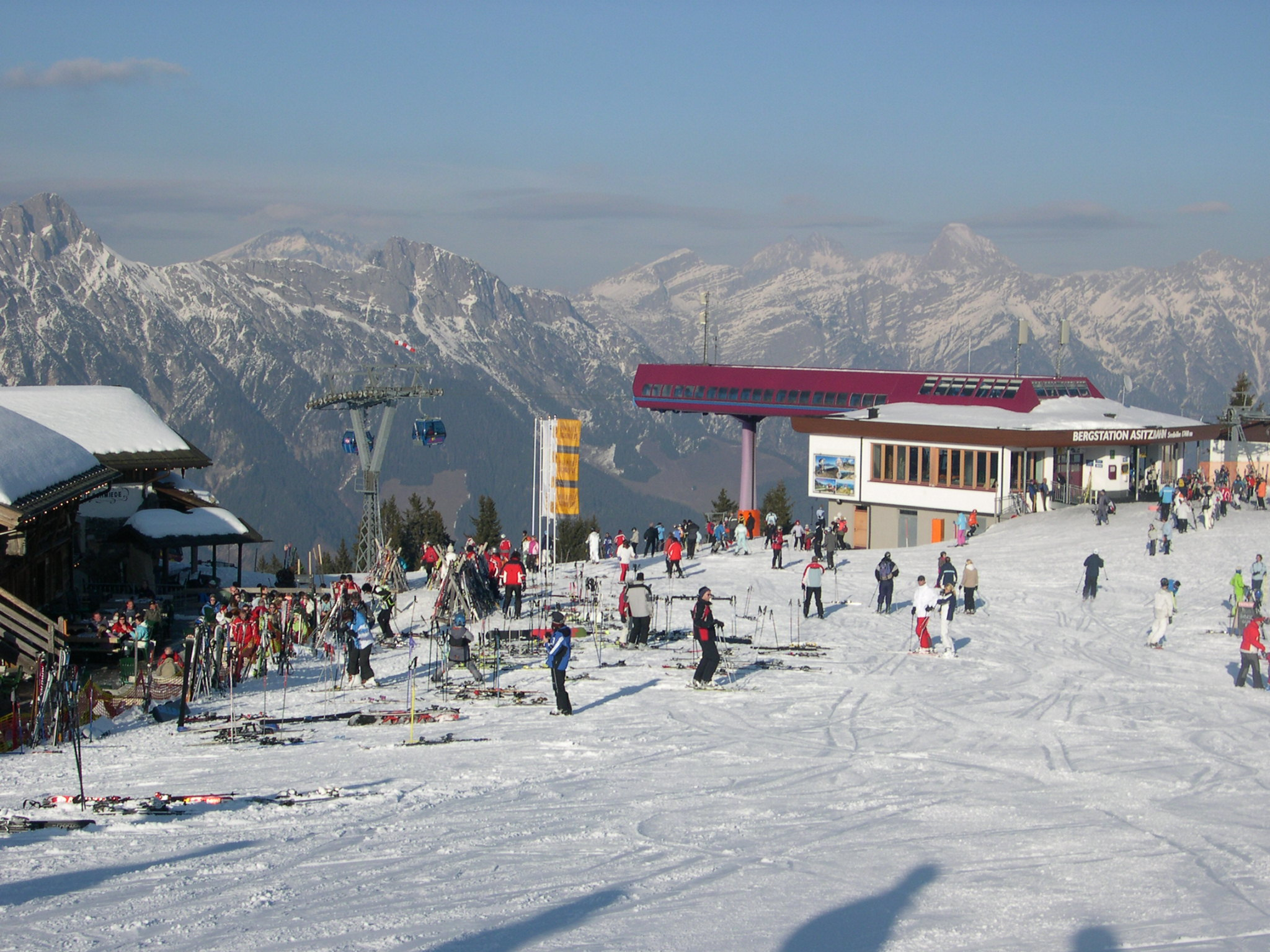
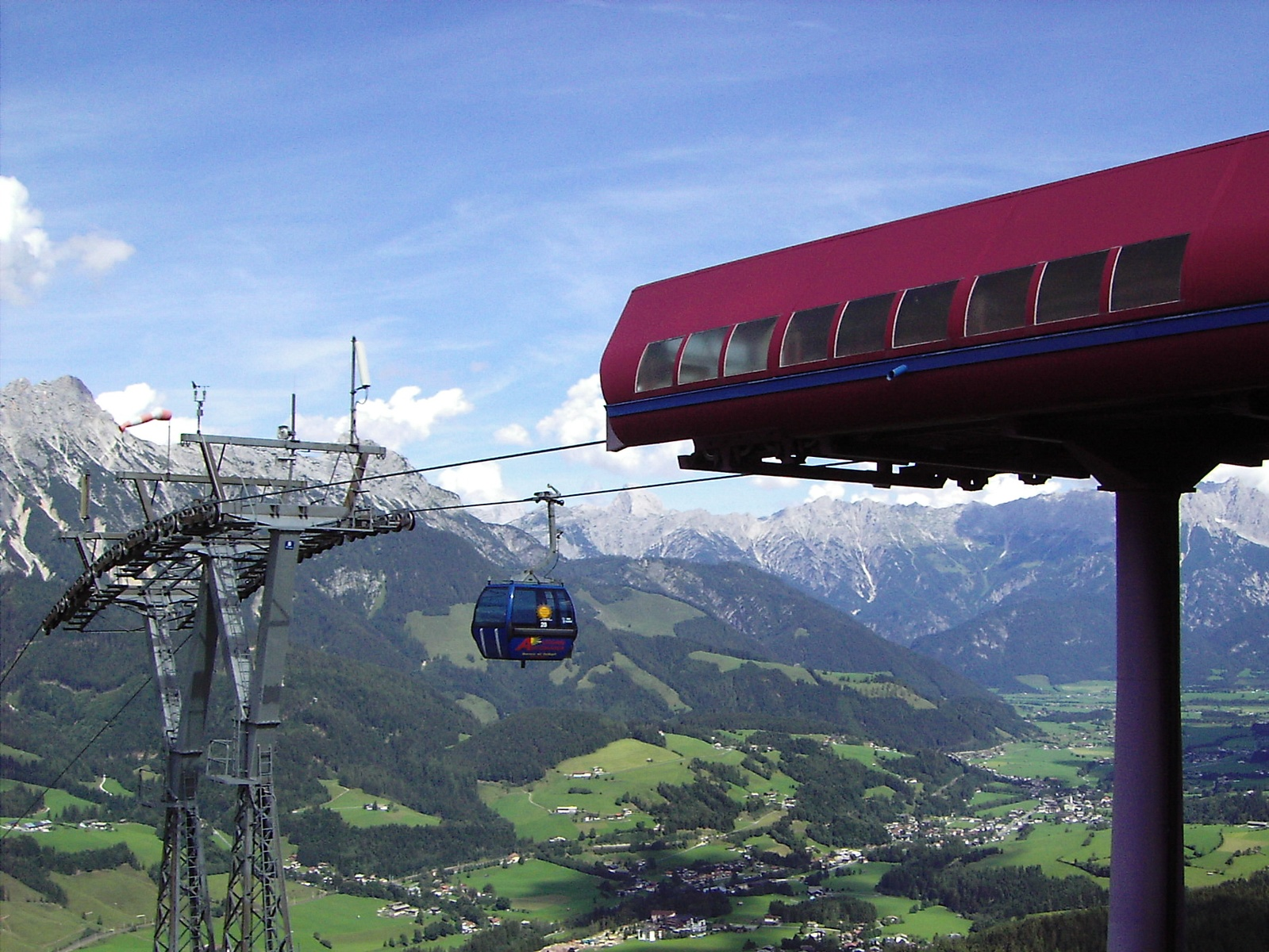
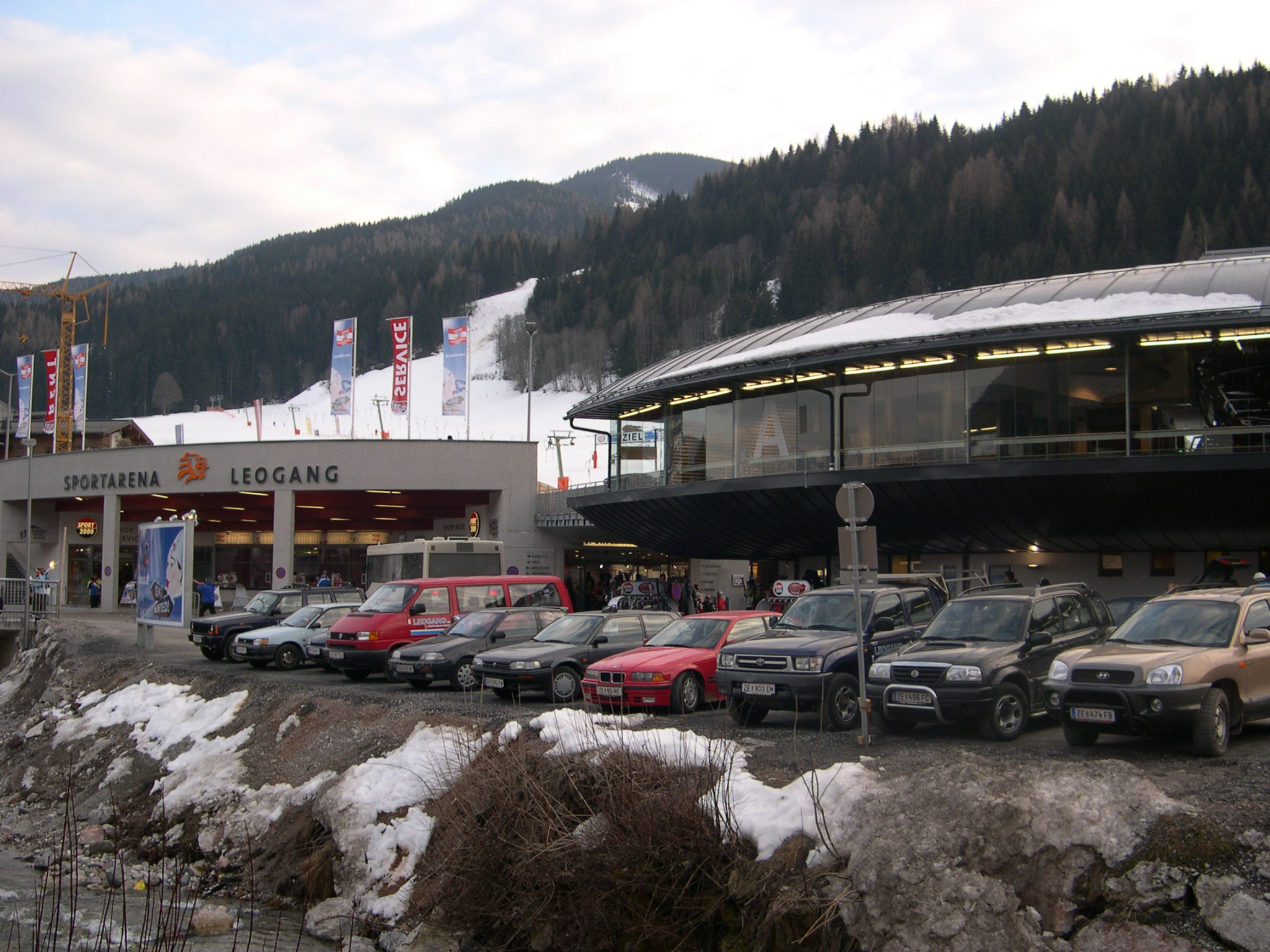